# がっぱです。
『がっぱです。』は、2008年12月1日から2009年12月24日まで北陸放送（MROテレビ）で放送されていたバラエティ番組。ハイビジョン制作で、地上アナログ放送ではレターボックス形式での放送だった。

## 概要
番組タイトルになっている「がっぱ」とは、金沢弁で「一所懸命になる」「むきになる」という意味である。
番組のコンセプトは「なんでもありの深夜バラエティ」。番組全編がロケーション撮影であり、スタジオでの収録は無かった。

## 放送時間
いずれもJST。

### 本放送
- 月曜 24:35 - 25:15 （2008年12月1日 - 2009年3月23日）
- 木曜 23:59 - 24:30 （2009年4月16日 - 2009年12月17日）
- 木曜 23:45 - 24:30 （2009年12月24日）

### 再放送
- 日曜 25:50 - 26:20 （2009年6月7日 - 2009年12月20日）。

## 主なコーナー

### 特集
松村玲郎が（番組初期は福島彩乃や谷川恵一なども出演）石川県内のイベントや店舗に出向き、「がっぱ」な人達をリポートする。第一回の放送時には金沢市片町のクラブでのリポートが放送された。

### Gappa Girl
「Gappa Girl」（ガッパガール）は街頭インタビュー。室照美が（不定期で福島彩乃も出演）「GappaGirlハンター」として街行く女性にインタビューし、持ち物チェックをした後、最後には「がっぱ」になっていることをあげてもらう。

### きら☆りん ガッパーズ
大学などのサークルや同好会で「がっぱ」な人達にスポットを当てる。白崎あゆみがリポートする。また、このコーナーのオープニングには『きらりん☆レボリューション』のテーマ曲が使われている（北陸放送で『きらりん☆レボリューション』が放送されていることも関係しているとみられる）。

## 出演者

### コーナー進行
- 松村玲郎 - 特集担当
- 室照美 - Gappa Girl担当
- 白崎あゆみ - きら☆りん ガッパーズ担当
- 粟島佳奈子

### ナレーション
- 瀬田るり子

## 補足
- 第1回目の放送では、角野達洋が全身かっぱの「着ぐるみ」を着てローソン店内で松村玲郎とやり取りをしながら店の商品を宣伝していた。
- 番組開始前に放送されていた番組宣伝CMは、ボビー・オロゴンが「がっぱって何だ?」と言うものだった。